# Montaut, Landes
Montaut (gaskonsko Mont Aut) je naselje in občina v francoskem departmaju Landes regije Akvitanije. Naselje je leta 2009 imelo 554 prebivalcev.

## Geografija
Kraj leži v pokrajini Gaskonji ob reki Gabas, 26 km jugozahodno od središča Mont-de-Marsana.

## Uprava
Občina Montaut skupaj s sosednjimi občinami Audignon, Aurice, Banos, Bas-Mauco, Cauna, Coudures, Dumes, Eyres-Moncube, Fargues, Montgaillard, Montsoué, Saint-Sever in Sarraziet sestavlja kanton Saint-Sever s sedežem v Saint-Severu. Kanton je sestavni del okrožja Mont-de-Marsan.

## Zanimivosti
- romanska cerkev sv. Petra iz 13. do 17. stoletja, Brocas,
- gotska cerkev sv. Katarine iz 14. do 17. stoletja,
- arena Montaut.